# Eine Gedenktafel in der Via Mazzini
Eine Gedenktafel in der Via Mazzini (italienisch: „Una lapide in Via Mazzini“) ist der Titel einer 1953 publizierten Erzählung Giorgio Bassanis. Sie handelt von dem Juden Geo Josz, der nach dem Krieg aus dem Konzentrationslager Buchenwald nach Ferrara zurückkehrt. Während er die Vergangenheit nicht vergessen kann, wollen die Menschen nicht mehr an die Zeit des Faschismus und des Krieges erinnert werden, sondern ein neues Leben anfangen und sehen in ihm einen Störfaktor. Die deutsche Übersetzung von Herbert Schlüter erschien 1962.

## Inhalt

### Rückkehr
An einem Tag im August 1945 wird auf Initiative des aus seinem Exil in der Schweiz zurückgekehrten Präsidenten der israelitischen Gemeinde, des Ingenieurs Cohen, an der Fassade der Synagoge in der Via Mazzini in Ferrara eine marmorne Gedenktafel angebracht. Darauf stehen die Namen der im Herbst 1943 deportierten und ermordeten 183 Ferrareser Juden. Die Reaktion der Öffentlichkeit ist ähnlich zurückhaltend wie die des mit der Arbeit beauftragten Maurers Podetti Aristide aus Bosco Mésola: „fest entschlossen, nichts wissen zu wollen – denn ihm genügte es, Arbeit zu haben, für anderes interessierte er sich nicht – er war so ahnungslos und voller Misstrauen gegen alle und alles“. Die Kritik vieler Bürger bezieht sich v. a. auf die Ästhetik: zu klotzig, zu neu, der Marmor verschandele die rote Backsteinwand.
An diesem Tag kehrt Geo Josz zwei Jahre nach seiner Deportation nach Ferrara zurück. Auf seiner Fahrt von Norden her hat er die zerbombte Stadt mit dem baumlosen Wall erblickt (Kap. 2). Sein Weg durch die Heimatstadt führt an der Synagoge vorbei und er liest seinen Namen auf der Tafel (Kap. 1). Der Sohn des Stoffgroßhändlers Angelo Josz ist der einzige Überlebende seiner Familie. Wie die anderen abtransportierten Juden sind seine Eltern und sein kleiner Bruder Petruccio in Buchenwald verbrannt worden. Geo erinnert sich an die Anwendung der Rassengesetze in Ferrara: Er musste 1938 die Schule verlassen. Trotz der in einem Dekret von 1939 formulierten nationalen Verdienste und der Freundschaft des Vaters mit dem Faschisten Bolognesi wurde seine Familie verhaftet.
Der durch ein Hungerödem aufgeschwemmte, mit Pelzmütze und Lederjacke bekleidete und konstant lächelnde Josz wird zuerst von seinen ehemaligen Mitbürgern nicht wiedererkannt. Viele halten ihn sogar für einen Lügner. Doch schließlich setzt sich die Wahrheit durch, nachdem sich sein Onkel Daniel Josz seiner angenommen hat. Daniel floh 1943 in die Apenninen, wurde politischer Kommissar einer kommunistischen Partisanenbrigade und arbeitet jetzt wieder als Versicherungsagent. Er zählt zu den siegreichen Demokraten, der sich inzwischen die Mehrheit der Bürger zurechnet, während sich eine Minderheit aus Furcht vor „den Roten“ in ihre Häuser eingeschlossen hat.
Daniel führt Geo zum Haus in der Via Campofranco, das sein Vaters 1910 vom Marchesi Del Sale gekauft hat und das nach 1943, nach der Konfiszierung und Versteigerung des jüdischen Besitzes, als Kaserne und Gefängnis genutzt wurde. Hier hielt die Schwarze Brigade ihre Sondergerichte ab und urteilte über Erschießungen. Als Geo zurückkehrt, dient das Haus den Partisanen als Hauptquartier. Er bezieht ein Zimmer im Dachgeschoss, tapeziert die Wände mit den Fotografien seiner toten Familie und quartiert auch seinen Onkel ein (Kap 3). Geos ständige Präsenz führt dazu, dass nach drei Jahren die Diensträume des Führers der Kommunisten und Provinzsekretärs der Partisanenvereinigung Nino Bottecchiari ins ehemalige faschistische Parteilokal, Casa des Fascio, am Viale Cavour verlegt werden.
Seinen ersten Besuch macht Geo bei seinem Onkel Geremia Tabet, dem Bruder seiner Mutter Luce. Als Faschist und Freund des „Segretario Federale“ der „Partito Nazionale Fascista“ konnte er dafür sorgen, dass seine Familie überlebte. Der Onkel erkundigt sich nach dem Schicksal der Verwandten und spricht, ohne dass Geo ihm Vorwürfe macht, verlegen von Verirrungen, politischen Irrtümern und Schicksalsschlägen, aber das Vergangene sei vergangen und es sei zwecklos, es wieder aufrühren zu wollen. Man müsse an die Zukunft denken und nach dem Bürgerkrieg wieder Sinn für Maß und Takt entwickeln. Er bietet dem Neffen eine Unterkunft in seinem Haus an, ist jedoch offenbar erleichtert, als dieser freundlich ablehnt.

### Neues Leben
Inzwischen hat sich die Identität Geos in der Stadt herumgesprochen und er wird von alten Mitbürgern auf dem Corso oder im Kaffeehaus mit Gesten großer Herzlichkeit oder verschämter Erinnerung an das Vorgefallene und Bekundung der Anteilnahme für das Schicksal seiner Familie begrüßt. Man bietet ihm Hilfe und Zusammenarbeit an, z. B. beim Aufbau des väterlichen Geschäfts. Geo geht kaum darauf ein und reagiert gelassen lächelnd. Er trifft in der Stadt auf ein Gemisch aus ehemaligen faschistischen Aktivisten, Mitläufern, Partisanen, zurückgekehrten Verfolgten des Systems und Menschen, die sich schweigend aus dem öffentlichen Leben zurückgezogen hatten. „Es waren fast immer anständige Menschen gewesen, die vielleicht bis zu diesem Zeitpunkt noch nie Zeichen von politischem Interesse gegeben, vielmehr nur für die Familie, ihren Beruf und ihre Studien gelebt hatten … Nur, dass sie so sehr um ihr Wohl besorgt waren und ihre Angst vor dem Tode, sofern ihr eigener gemeint war, so groß war, dass sie, auch wenn Geo Josz nicht mehr gefordert hätte, als nur leben zu dürfen […] in diesem schlichten, elementaren Verlangen eine persönliche Bedrohung gesehen hätten […] Nur leben, wie auch immer: am Leben bleiben! Das war ihre leidenschaftliche, bedingungslose, verzweifelte Forderung.“ Als unverbesserlicher Optimist glaubt Daniel an die Lernfähigkeit der Menschen, träumt von der demokratischen Zukunft und behauptet, jetzt könne man wieder frei atmen, alles habe sich geändert. Geo hört diesen Reden unbeteiligt zu.
Nach einem halben Jahr haben sich Geo und die Menschen in der Stadt verändert (Kap. 4). Geo hat abgenommen, zeigt sein jugendliches Gesicht ohne Bart und wirkt gesund. Er hat Sehnsucht nach einer Rückkehr in die Zeit seiner Kindheit. Die Mitbürger gehen davon aus, dass er das Elternhaus und das Lagerhaus, in dem beschlagnahmtes jüdisches Vermögen untergebracht ist, freiräumt und das Geschäft des Vaters wieder aufbaut. Aber auch die Menschen haben sich geändert, erst unsicher und zögernd, dann immer entschiedener und deutlicher. Alle haben ein gemeinsames Interesse, die Vergangenheit zu vergessen. Die ehemaligen Faschisten zeigen sich wieder in der Stadt, alte personale Strukturen erneuern sich und Geos Mitbürger werden wieder zu den Menschen, die sie vor dem Krieg und von jeher gewesen waren. Es scheint eine „ausgreifende, schicksalhafte Bewegung“ zu sein, „der sich keiner entziehen [kann]“, entsprechend dem Abtragen der Trümmerberge, der Anpflanzung junger Platanen auf dem Stadtwall und der dicker werdenden Staubschicht auf der Gedenktafel.

### Provokationen
Im Mai wird das neue Lebensgefühl in der Stadt noch sichtbarer: Die Menschen flanieren abends wieder in der Via Mazzini und erfreuen sich am Anblick der Mädchen, die auf ihren mit Blumen geschmückten Fahrrädern vom Umland in die Stadt zurückkehren. Die Stimmung ist auf Frühling und Versöhnung ausgerichtet: Das Gestern mit seiner Not und dem Grauen soll dem lichteren, glücklicheren Heute weichen. An einem solchen Abend kommt es zu einem Zwischenfall. Geo ohrfeigt den Grafen Scocca, den Faschisten und bezahlten Spitzel der Geheimpolizei OVRA und von 1939 bis 1943 Leiter der Ortsgruppe des italienisch-deutschen Kulturinstituts. Da der Graf als harmloses Original bekannt ist, sind viele Bürger über Geo empört und diskutieren das Motiv seiner Aggression: eine grundlose spontane Impulsivität, eine unbeabsichtigte Provokation durch ein gepfiffenes Lili-Marleen-Lied oder ein den Schlägen vorausgegangenes Gespräch mit Fragen nach Geos toten Verwandten?
Von diesem Tag an tritt Geo wieder in seiner alten Kleidung auf: Pelzmütze und Lederjacke, die viel zu groß für seine abgemagerte Gestalt sind (Kap. 5). Während sich die Menschen in Tanzbars und Cafés vergnügen wollen, beteiligt sich Geo nicht daran, sondern spricht in den neuen Etablissements von seinen Buchenwald-Erlebnissen und zeigt Bilder seiner Familie. Man würde ihn am liebsten aus den Lokalen weisen. Die Adelsfamilien denken sogar an einen nicht jedem zugänglichen, exklusiven Klub und wollen das alte „Concordia“ mit seinen Normen wiederbeleben. Maria Ludargnani öffnet ihm nicht ihr Rendezvous-Haus in der Via Arianuova, wenn er anklopft.
Die Bürger können das Verhalten Geos nicht verstehen: man habe ihn freundlich aufgenommen, ihm sein Haus zurückgegeben, er könnte es vermieten und das Geschäft des Vaters wieder aufbauen. Er hätte Heiratschancen bei den höheren Töchtern, denn für Juden gebe es keine gesellschaftlichen Schranken mehr. Stattdessen „[spiele er] Tragödie“. Sie fordern Schutz für alle, auch vor einem Irren, der die geläuterten Bürger mit seinen Geschichten belästigt. Man meidet ihn „wie die Pest. Niemand [versteht] ihn. Niemand [will] ihn verstehen.“ Geo bleibt fremd in der neuen harmonie- und vergnügungssüchtigen Nachkriegsgesellschaft und verschwindet eines Tages im Sommer 1948 spurlos aus der Stadt.
Der Erzähler löst im letzten Kapitel das Rätsel der Ohrfeigen (Kap. 6): In der Dämmerung eines Maiabends, wenn der Geist schläft, enthüllt sich die Wahrheit über die Menschen und sie reden zum ersten Mal von sich und dem anderen. Lionello Scocca habe auf seine Fragen: „Was habe ich mit dem da zu schaffen? Wer ist dieser Mensch?“ zwei blitzschnelle Ohrfeigen bekommen. „Aber auf diese Fragen hätte auch ein unmenschlicher Wutschrei antworten können, ein Schrei so laut, dass ihn die ganze Stadt, soviel von ihr noch hinter der intakt gebliebenen, trügerischen Kulisse der Via Mazzini erhalten war, bis weit zum alten Stadtwall, voll Entsetzen gehört hätte.“

## Bassanis Ferrara-Erzählungen
Um Bassanis „Finzi-Contini“-Hauptwerk gruppiert sich eine Reihe „Ferrareser Geschichten“, deren Haupthandlungen jeweils von den 1920er bis in die 1940er Jahre spielen. Sie werden entweder von einer der Figuren, dem Sohn einer großbürgerlichen jüdischen Familie, oder einem anonymen Erzähler und Beobachter der Ferrara-Szene vorgetragen und setzen einen ähnlichen Erlebnishorizont wie der des 1916 in Ferrara geborenen Autors voraus.
Auf der Gedenktafel stehen auch die Namen anderer Romanfiguren: Bruno Lattes Eltern („Die letzten Jahre der Clelia Trotti“) und Elia Corcos, der wie die Familie Josz als 90-Jähriger im Herbst 1943 in der Schar der 183 jüdischen Mitbürger über Fossoli nach Deutschland deportiert wurde. Corcos, die Hauptfigur der Erzählung „Der Spaziergang vor dem Abendessen“ ist mit den jüdischen Familien Josz und Tabez verwandt. Geos Onkel, der Rechtsanwalt Geremia Tabet, wird in den „Finzi-Continis“ mehrmals als Freund eines einflussreichen faschistischen Parteifunktionärs erwähnt.
Der zuerst in Geos Haus residierende Provinzialsekretär der Partisanenvereinigung Nino Bottecchiari wird auch in der Erzählung „In einer Nacht des Jahres 1943“ erwähnt: Auf seine Initiative hin findet im Sommer 1946 in der ehemaligen „Casa de Fascio“ ein Prozess statt, in dem die für die Erschießung von elf Ferrareser Bürgern verantwortlichen Faschisten angeklagt werden.